# カタルーニャの歴史
カタルーニャの歴史について述べる。

## 先史時代

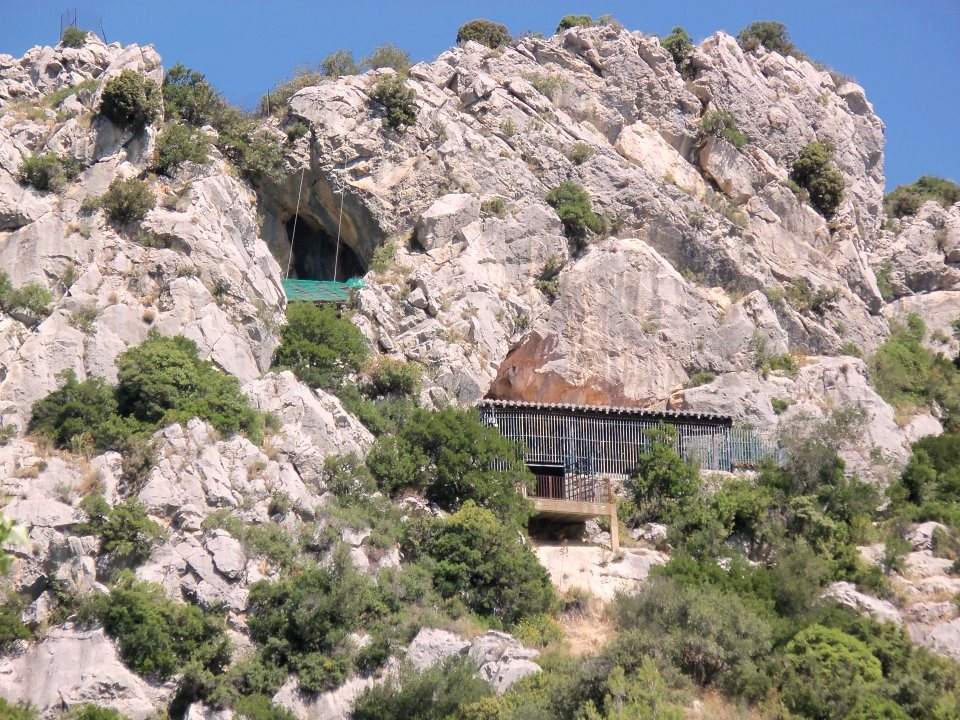
カタルーニャ最古の人類の痕跡が残るアラゴ洞窟

カタルーニャ地方に残る最古の人類の痕跡は、トータヴェル（現フランス・ピレネー＝オリアンタル県）近郊のアラゴ洞窟に残るリス氷期（約30万年前）のものである。中期旧石器時代（紀元前8万年-紀元前3万5000年）にはカタルーニャの大部分にネアンデルタール人が住んでおり、後期旧石器時代（紀元前3万5000年-紀元前1万年）にはカタルーニャ全体で5,000-8,000の人口があったとされる。旧石器時代にはカタルーニャ北東部（ジルネース、アンプルダー）と南部（バッシュ・カム、プリウラット）に居住者が多く、地方外のバレンシアやガンディア（いずれも地中海沿岸で現バレンシア州）などの地域とも交流があった。
新石器時代（紀元前6000年-紀元前3000年）にはムンサラット文化が生まれ、集団埋葬が行われた。青銅器時代（紀元前3000年-紀元前2000年）には大きな部族が誕生し、北部では巨石記念物の文化が発達した。鉄器時代（紀元前2000年-紀元前1000年）にはケルト人がピレネー山脈を超えてやってきて、火葬の文化や金属加工の技術をもたらした。

## 古代

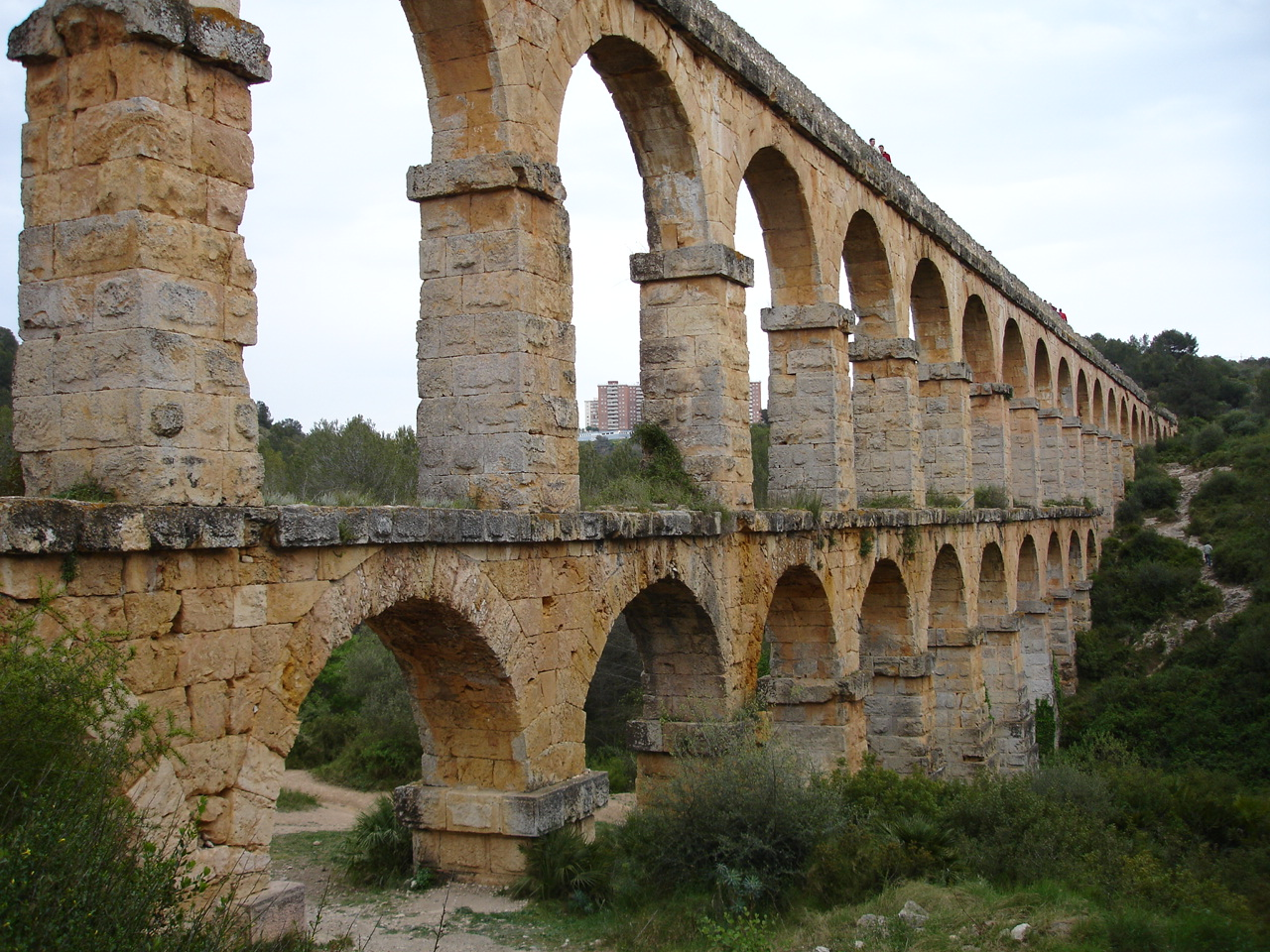
ローマ時代に建設されたタラゴナの水道橋

エーゲ海のロドス島からはギリシア人がやってきて、紀元前776年にはカタルーニャ北東端のロザス湾に面するロザスに植民市を建設した。紀元前575年頃には小アジアのポカイア人がアンプリアスを建設している。
カタルーニャはローマ人のイベリア半島征服の拠点のひとつとなったが、カルタゴ人と衝突して地中海沿岸で領土争いを繰り広げた。第二次ポエニ戦争の紀元前218年にはカルタゴのハンニバルがカタルーニャを通ってローマに進軍したが、紀元前216年にはローマがエブロ川以北の土地を占領し、そこにタラコ（現・タラゴナ）を建設した。紀元前197年にはイベリア半島の北半分にヒスパニア・キテリオル属州（共和政ローマ期）が設置され、ローマ人はこの地方のローマ化を推進した。タラコに加えてバルセロナとトゥルトーザという3つのローマ植民市が建設され、ローマ人は旧ギリシア植民市の港を流用した。タラコはヒスパニア・キテリオル属州から再編されたヒスパニア・タラコネンシス属州（帝政ローマ期）の首都となり、ローマ支配下のイベリア半島でもっとも重要な都市だった。
3世紀以後には北方からフランク族などがタラコネンシス属州に侵入し、5世紀には農民の反乱が興って多くの町が放棄された。480年以降には西ゴート族がカタルーニャを含むイベリア半島の占領を進めていった。テウディス（531年-548年在位）は短期間バルセロナを拠点としたが、後継者のアタナギルドはトレドに首都を移し、589年にはイベリア半島が統一されて西ゴート族の中央集権国家が誕生した。カタルーニャは周縁の地位に甘んじ、一方で一定の独立性を保った。

## 中世

9世紀のスペイン辺境領

711年にイスラーム教徒のムーア人がイベリア半島に侵入すると、その分遣隊はわずか数年間にリェイダ、ジローナ、タラゴナ、バルセロナを相次いで征服した。カタルーニャはイスラーム教徒の支配下に入り、リュブラガット川以北の「旧カタルーニャ」ではイスラーム教徒の支配は100年間にも満たなかったが、リュブラガット川以南の「新カタルーニャ」では、12世紀半ばまでイスラーム教徒に支配された。
785年にカロリング朝フランク王国のカール大帝軍がジローナを征服し、801年にフランク王国のルイ1世（敬虔帝）軍が包囲戦の末にバルセロナを征服した。これによって旧カタルーニャはフランク王国に編入され、795年にはイスラーム勢力に対する緩衝地帯の役割を果たすスペイン辺境領が設置された。878年にはギフレー1世（多毛伯）がバルセロナ伯に任ぜられたため、後の歴史家はギフレー1世がカタルーニャの初代君主であると考えている。ギフレー1世はその子孫がバルセロナ伯を継承する世襲制を確立させ、この王朝は1412年まで続いた。985年から988年にはイスラーム勢力のアル＝マンスール軍がバルセロナの町を破壊して略奪したが、これに対してフランク王国は救援を行わなかった。このことがきっかけでバルセロナ伯はユーグ・カペーを西フランク王として承認することを拒否し、987年にカタルーニャ君主国が生まれた。カタルーニャが主権への道を歩み出したのは、1000年頃とされる。

## カタルーニャ君主国

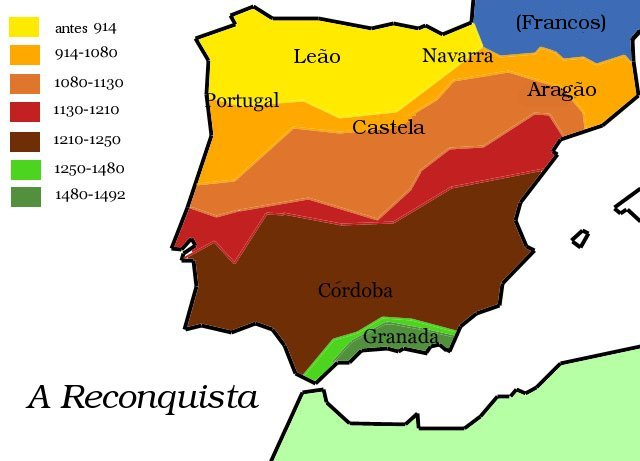
イベリア半島におけるレコンキスタの経過

カタルーニャ君主国には封建制が定着し、他のキリスト教勢力とともにレコンキスタ（国土回復運動）に関与した。1090年にはタラゴナ、1148年にはトゥルトーザ、1149年にはリェイダがキリスト教徒の手に戻り、1153年にはカタルーニャ君主国の境界がエブロ川まで南下した。新カタルーニャに住んでいたイスラーム教徒には権利や宗教が保障され、キリスト教徒は征服した土地への植民を行った。

### アラゴン＝カタルーニャ連合王国

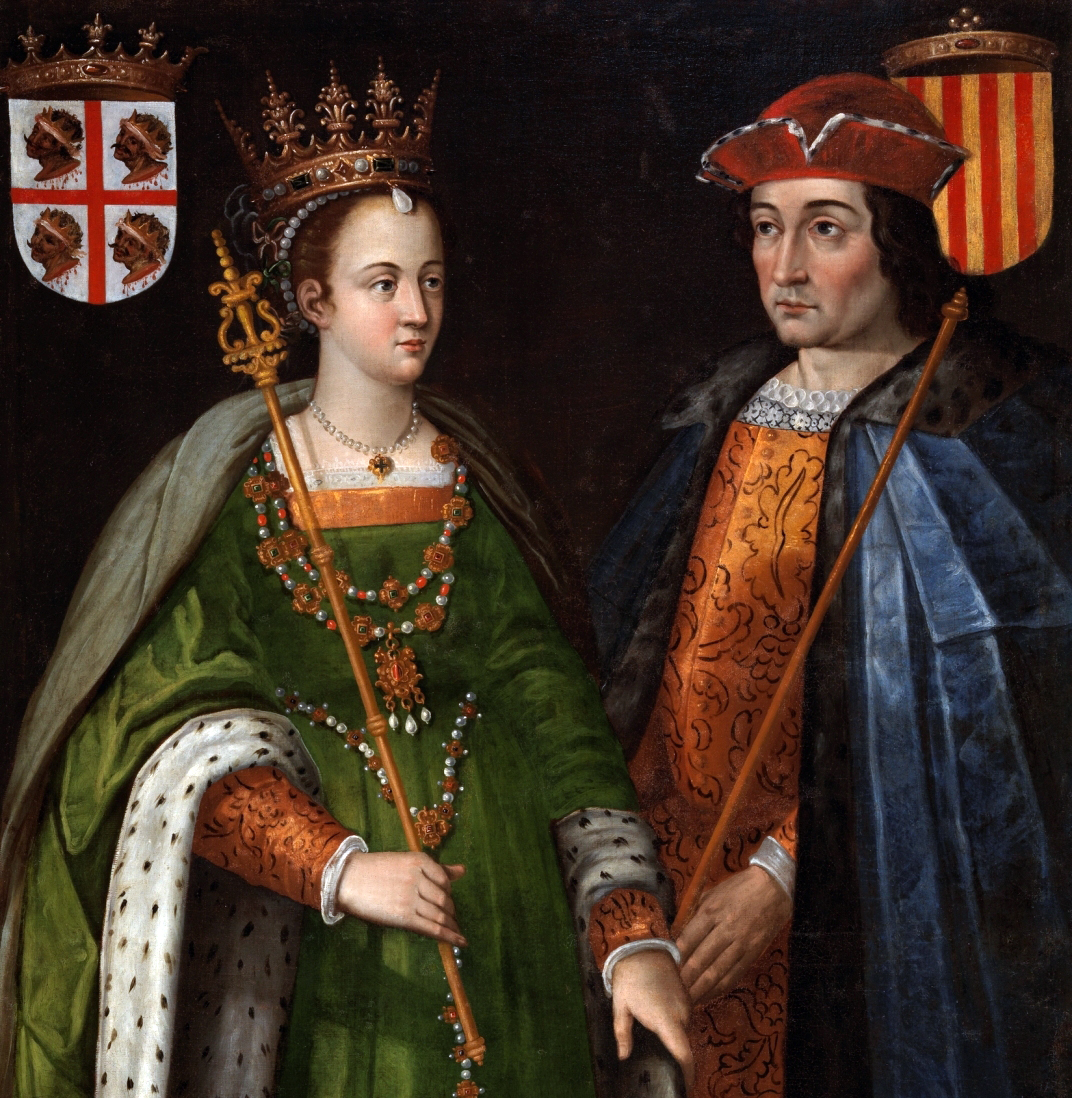
アラゴン＝カタルーニャ連合王国を成立させたペトロニーラ（左）とラモン・バランゲー4世（右）

1137年にはバルセロナ伯ラモン・バランゲー4世が、隣国アラゴン王国の女王ペトロニーラと婚姻関係を結んで王位継承権を得た。ここにアラゴン＝カタルーニャ連合王国と呼ばれる同君連合が成立したが、バルセロナ伯とアラゴン王国の独自性は維持された。「カタルーニャ」という名称が初めて文献に登場するのはこの時代であり、アラゴン王国と対比してバルセロナ伯が統治する土地を指す際に使用された。1147年にはカスティーリャ王国のアルメリア征服を支援したことで、アリカンテまでの地中海沿岸がカタルーニャの土地となり、ラモン・バランゲー4世はイベリア半島でもっとも強大な権力を持つ君主となった。
以後のバルセロナ伯はピレネー山脈以北への進出を試み、1179年にはアルフォンス1世がラングドック地方をバルセロナ伯の支配下に置いた。アルフォンス1世の治世（1162年-1196年）でピレネー以北の領土が最大に達したが、1213年にはラングドック地方を手放した。ハイメ1世（ジャウマ1世）（征服王）は1229年にイスラーム教徒からマヨルカ島を奪還し、1231年にはバレアレス諸島全体を征服し、1238年にはバレンシア王国を征服し、1265年から1266年にはムルシアを征服した。ハイメ1世はコルツと呼ばれる身分制議会（聖職者・貴族・王領）を導入し、財政・司法・立法などに権限を及ぼした。定期的に開催されたコルツは13世紀末に最盛期を迎え、1283年にはすべての法律の制定にはコルツの承認が必要であるとする決定が下されている。1354年にはジャナラリタット（議会の決定の執行機関）が常設され、君主の不在時や緊急時にはジャナラリタットが国家を統治している。1258年にはハイメ1世とフランス王ルイ9世の間でコルベイユ条約が結ばれ、フランスは正式にカタルーニャ君主国の独立を承認した。
1282年にはイタリア半島の南に位置するシチリア島の住民がアンジュー朝に対する暴動シチリアの晩祷を起こし、アラゴン王ペラ2世がシチリア王に据えられた。カタルーニャとアラゴンの傭兵部隊であるアルモガバルスはビザンツ帝国のアンドロニコス2世パレオロゴスに雇われ、オスマン帝国軍を小アジアまで押し戻した。しかし、雇用主のビザンツ帝国が1305年にアルモガバルスの首領ルジェ・ダ・フローを暗殺したことで、アルモガバルスはビザンツ帝国内で「カタルーニャの復讐」と呼ばれる報復を行い、アテネ公国を占領、ネオパトリア公国を樹立した。ハイメ1世の死去後、次男のジャウメ3世に与えられたマヨルカ島は独立したマヨルカ王国となっていたが、1344年にはペラ3世がマヨルカ王国をアラゴン＝カタルーニャ連合王国の手に戻した。カタルーニャが「君主国」(principat)と呼ばれるようになったのはペラ3世の治世である。

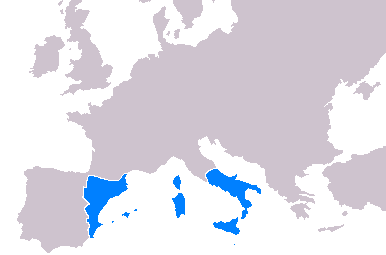
アラゴン＝カタルーニャ連合王国の最大版図（1443年）

ハイメ1世がカタルーニャの地中海進出の基礎を築き、その後継者らが「カタルーニャ帝国」とも呼ばれる地中海帝国を形成させた。カタルーニャは海図の製作技術に優れ、船足の早いガレー船を建造することができ、地中海沿岸の主要な港に商品の集散基地を持った。カタルーニャ人商人は、北アフリカのマグレブ地方、ギリシャのロドス島、キプロス島、西アジアのダマスクスなどにも勢力を伸ばし、地中海中央部ではシチリア島が政治的な拠点となった。絶頂期は1320年-1330年頃まで続いたが、14世紀にはペストの流行、イナゴの大量発生、地震、飢饉などの災難に見舞われ、1390年のカタルーニャの人口は1300年の75%にまで落ち込んだ。この一方で、首都バルセロナには地中海全体に権限が及ぶ商業組織ができ、15世紀初頭のバルセロナには商品取引所が存在した。14世紀中頃には海事慣習法集が作成され、1484年に刊行されると数世紀に渡って地中海地域共通の慣習法として用いられた。
1410年にはバルセロナ伯のマルティン1世が男子の跡継ぎを残さずに急逝したために、アラゴン、カタルーニャ、バレンシアの3王国が投票するカスペの妥協で後継者を選出し、カスティーリャ・トラスタマラ家出身のフェルナンド・デ・アンテケーラ（フェルナンド1世）がカタルーニャ君主国の新君主に選ばれた。1443年にはカタルーニャのアルフォンス5世がナポリ王国の王位に就いた。アルフォンス5世の治世にはイベリア半島、イタリア半島（ナポリ王国）、アルバニア、スロベニア、マルタ、エーゲ海のいくつかの島が支配下にあり、アラゴン＝カタルーニャ連合王国の版図は最大となった。北アフリカにあるいくつかの王国からは貢物が届き、カタルーニャの船舶はエジプトの港に自由に入港できた。

## 低迷・従属の時代

### スペイン王国時代

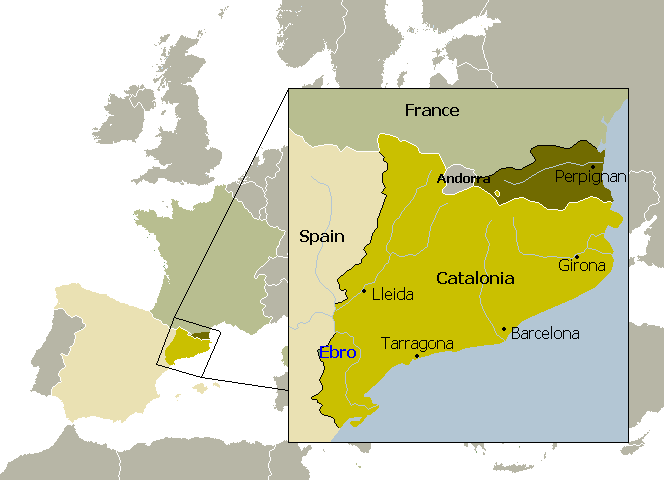
1659年のピレネー条約でフランスに割譲された地域（深緑）とカタルーニャ（淡緑）

1469年、アラゴン王子フェルナンド（後のフェルナンド2世）とカスティーリャ王女イサベル（イサベル1世として1474年に即位）が結婚した。1479年にはフェルナンド2世がアラゴン王となり、この年はスペインが統一された年、カタルーニャにとって政治的独自性を奪われた年であるとされる。この婚姻によってアラゴン＝カタルーニャ連合王国とカスティーリャ王国が統合されたわけではなく、それぞれの領域の法制度は維持された。しかし、当時のカタルーニャ＝アラゴンとカスティーリャの国力の違いは明白であった。14世紀と15世紀にカタルーニャの人口は激減し、地中海の覇権はオスマン帝国に奪われた。さらには大航海時代が到来したことで、ヨーロッパにおける商業活動の中心は地中海から大西洋に移っていた。カスティーリャ王国独自の事業であったアメリカ大陸との貿易や植民活動から、カタルーニャ＝アラゴンは排除された。16世紀と17世紀はカタルーニャにとって「衰退の時代」と呼ばれる。地方の自由は尊重されたものの中央集権的な傾向は強まり、フェルナンド2世は副王を置いてカタルーニャを統治した。
1640年から10年余り続いた収穫人戦争（カタルーニャ反乱）は、スペインが世界帝国から転落する最終的な引き金となったとも言える。この時、カタルーニャはフランス王国への編入を決議してフランス軍を迎え入れているが、この交渉の際にも時代遅れとも言える中世的な特権の保持を主張し、フランスの宰相であったリシュリューを辟易させたと言われている。これは、中世から続くカタルーニャの自治意識を踏まえれば、フランスの絶対王政に拒否感を示したのは無理のないことだった。また、フランス軍が進駐した後もカタルーニャは全くフランス軍に協力しようとせず、呆れたフランス軍がカタルーニャの防衛を放棄して撤退したほどであった。要するにこの時のカタルーニャは、「自分たちの自治権さえ保障されればどこの国の王を戴こうが構わない」という考え方だったのである。1652年に降伏したバルセロナはスペイン王国のフェリペ4世の支配下に戻り、フアン・ホセ・デ・アウストリア副王によって融和政策がとられた。フランス・スペイン戦争（1635年-1659年）後の1659年に結ばれたピレネー条約では、カタルーニャの意思とは無関係にルセリョー郡（ペルピニャンなど）、クンフレン郡（プラードなど）、バリャスピー郡（セレなど）、カプシー郡（Formiguèresなど）、アルタ・サルダーニャ郡などがフランスへ割譲された（フランス領カタルーニャ）。

### 18世紀

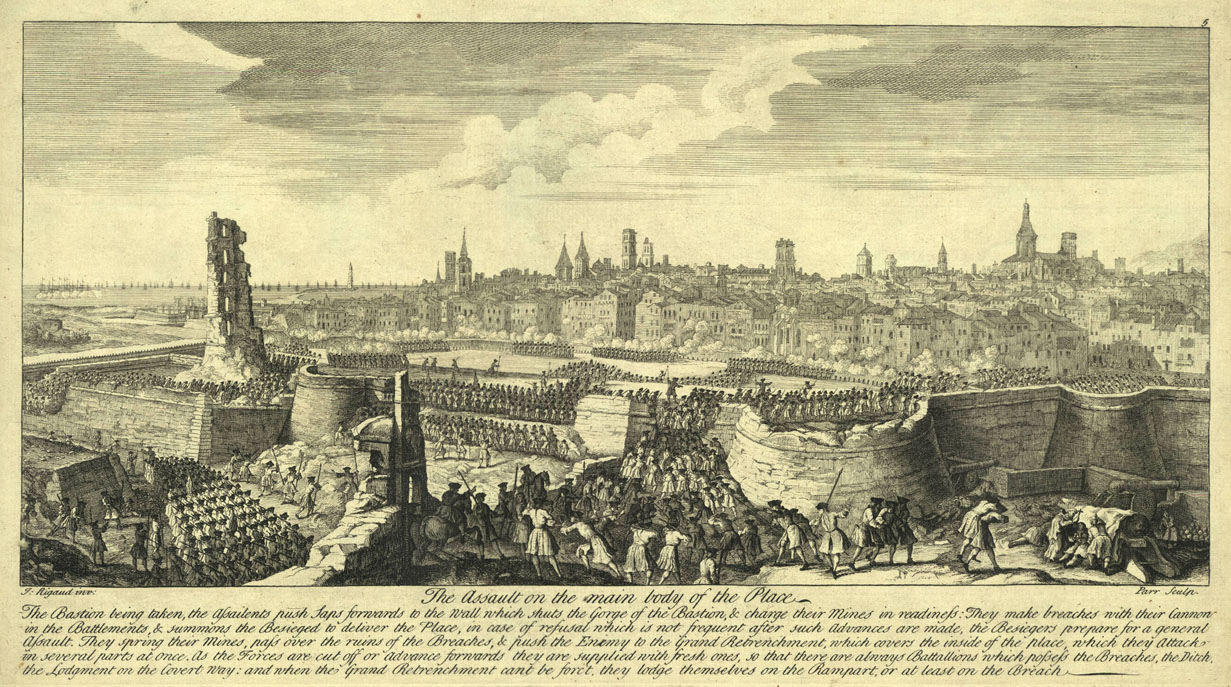
スペイン継承戦争中の第3次バルセロナ包囲戦

1700年にカルロス2世が死去するとスペイン継承戦争（1701年-1714年）が起こった。フェリペ5世は中央集権的・権威主義的であったため、カタルーニャはバレンシアとともにカール大公（後の神聖ローマ皇帝カール6世）の側について戦い、オーストリアとイギリスはバルセロナでカール大公を王座に就けた。1705年の第1次バルセロナ包囲戦、1706年の第2次バルセロナ包囲戦はカール大公側が優勢だったが、徐々にフェリペ5世側が巻き返した。1711年にカール大公の神聖ローマ皇帝への即位が決定し、カール大公がバルセロナを去ると、その後はカタルーニャが主要な戦場となった。第3次バルセロナ包囲戦を経て1714年9月11日にはバルセロナが陥落し、カタルーニャはスペイン軍の占領下に置かれた。自由を奪われた日である9月11日は、後に「ディアーダ」と呼ばれる国民の祝日となっている。1716年に布告された新国家基本法によって議会や政府などが廃止され、公的な場でカタルーニャ語を使用することが禁じられた。カタルーニャの独立性が奪われた一方で、この中央集権化で18世紀の経済発展の引き金になったとする見方もある。

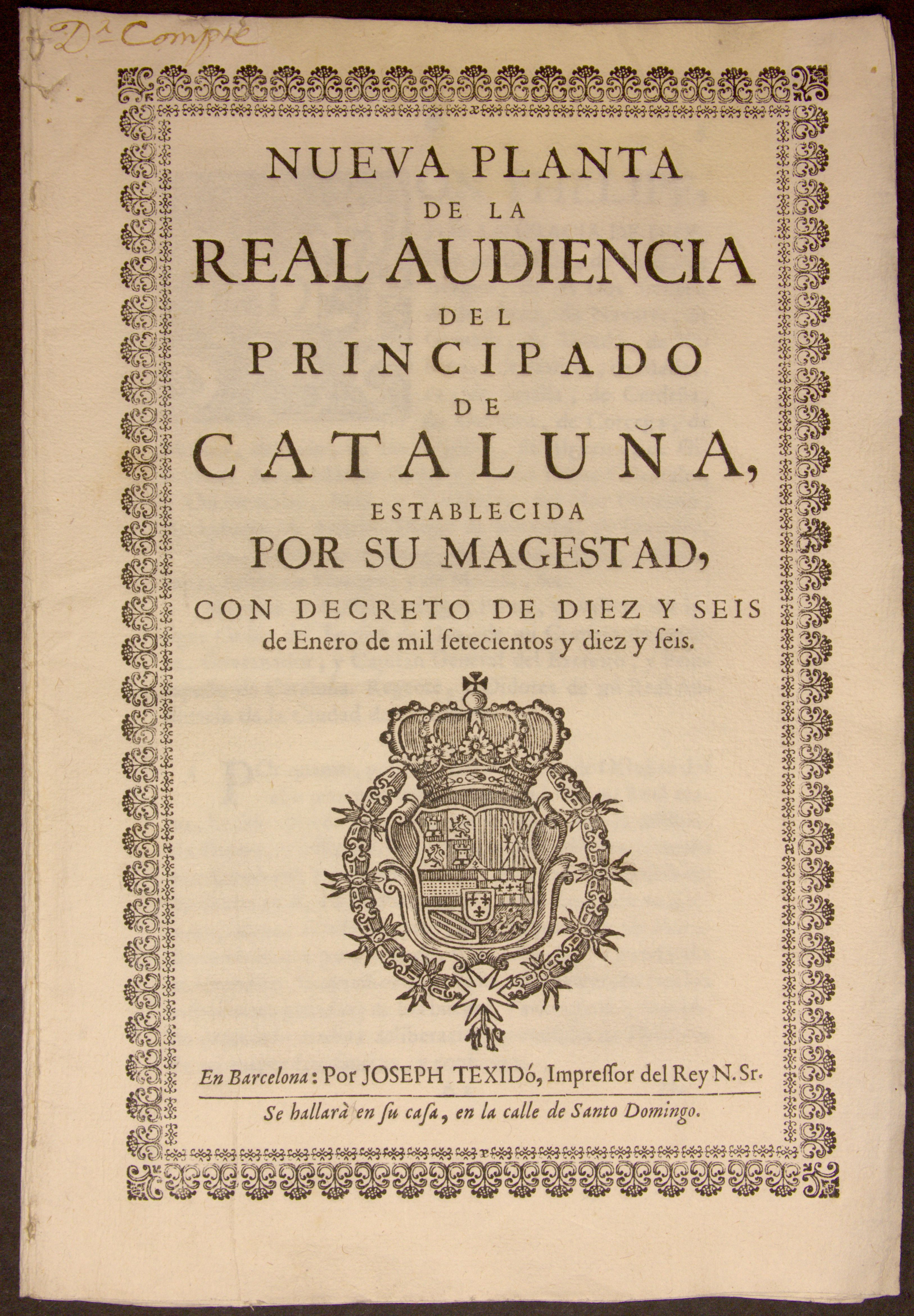
新国家基本法（1716年）

1726年から1728年頃にはカタルーニャ経済が上向き、人口が増大した。1718年のバルセロナの人口は3万4000人だったが、1789年には10万人に、18世紀末には12万5000人に達したとされる。18世紀前半には特に農業が発展し、ブドウの栽培が拡大した。18世紀後半には商業が発展し、小麦の輸入、ワインと蒸留酒の輸出が行われた。新大陸市場はスペインの他地域に独占されていたが、1778年にはカタルーニャの商人に対してアメリカ全地域の貿易許可が下りた。羊毛産業・製紙業・製油業・製鉄業が活性化された後に、18世紀後半には綿織物工業が生まれ、インド更紗がカタルーニャの綿織物の名声を築いた。カタルーニャはスペイン随一の経済先進地域となった。
カタルーニャの中でも沿岸部はブドウ・アーモンド・ハシバミなどの商業作物の栽培で繁栄したが、内陸部は小麦とオリーブという伝統的な農業に依存していた。カタルーニャ内での農村部から都市部への移動が行われ、19世紀前半にバルセロナは人口が急増した。

### 19世紀

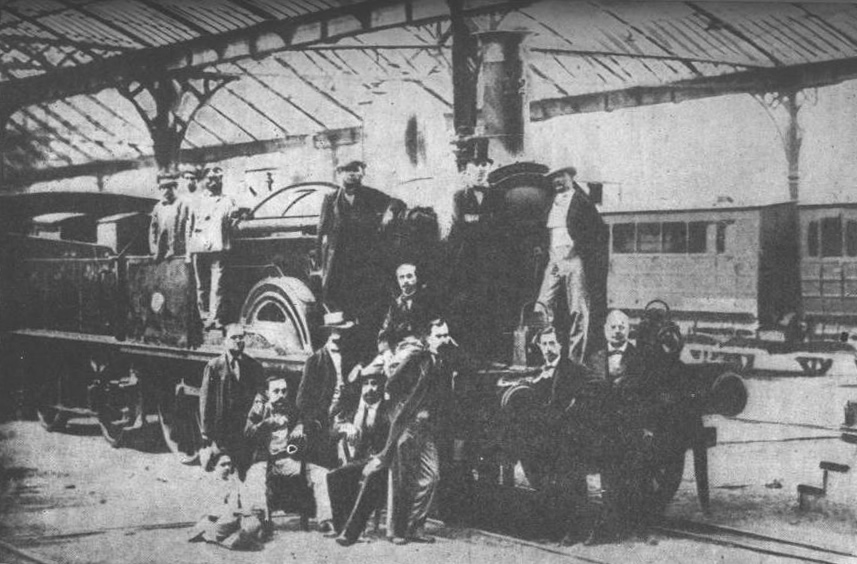
1848年にスペインで初めて開通した鉄道（バルセロナ＝マタロー）

1832年にはミュール紡績機が初めて導入され、リュブラガート川やテル川に沿って水力を利用するいくつもの工業団地が建設された。1848年にはカタルーニャ初の鉄道がバルセロナ＝マタロー間に開通し、1860年代までに主に地元資本によって鉄道網が築かれた。1844年のバルセロナ銀行を契機に相次いで銀行が設立され、1851年にはバルセロナ株式市場が設立された。1830年代には初めて労働者によるストライキが行われ、1840年にはスペイン初の労働組合と機織工組合がカタルーニャで生まれた。1787年には9万5000人だったバルセロナの人口は、工業化の影響で1857年には18万4000人と倍増し、カタルーニャ全体の14%を占めた。バルセロナでは繰り返し都市暴動が起こり、共和主義・民主主義を求める声が強まり、労働者が組織だって闘争を行った。
1856年時点でカタルーニャの人口はスペイン全体の10%にすぎなかったが、綿工業ではスペイン全体の94%、綿工業を含む繊維工業では66%、繊維工業を含む製造業では26%を占めている。19世紀半ばにはカタルーニャが「スペインの工場」となったものの、バスク地方と違って石炭・鉄鉱石の天然資源を欠くカタルーニャでは製鉄業は栄えず、さらなる工業化の障壁となった。1860年代末には連邦共和主義が台頭し、労働運動が盛んに行われた。

第一次カルリスタ戦争におけるカルリスタ勢力の分布図

第一次対仏大同盟の一環であるピレネー戦争（1793-1795、大戦争）では、カタルーニャを中心とするスペイン＝フランス国境地帯が戦場となり、一時はカタルーニャ北部がフランス軍に占領された。1790年代後半から1800年代のスペインはイギリスに対して長期間の抗争を行い、これによってカタルーニャ経済は大きな影響を受けた。半島戦争（スペイン独立戦争、1808年-1814年）中にはフランス軍のデュエーム将軍がバルセロナに入城したが、カタルーニャ全土でフランスに対する抵抗運動が起こった。スペイン独立戦争では多くの犠牲者が出て、カタルーニャ社会は不安定な状況となった。1820年にはバルセロナでクーデターが起こり、1822年には農民反乱が起こっている。神聖同盟諸国はこの状況を憂慮し、1823年から1827年にはフランス軍がスペインに侵入してバルセロナを占領している。1833年にはスペイン王国の摂政となった自由主義派のマリア・クリスティーナが中央集権をいっそう推し進めたため、保守主義派（カルリスタ）は前王の弟であるカルロスを擁立してマリア・クリスティーナに対抗。第一次カルリスタ戦争（1833年-1840年）が勃発し、カルリスタ側に就いたバルセロナでは自由主義的法制に対して蜂起が起こっている。1842年にはバルセロナの職人集団が摂政バルドメロ・エスパルテロ将軍に対して反乱を起こし、スペイン軍によるバルセロナ包囲戦が行われた。1846年から1849年にはカタルーニャを舞台として第二次カルリスタ戦争が起こっている。
1868年にはカタルーニャ地方出身のフアン・プリム将軍がクーデター（九月革命）を起こしてエスパルテロ政権を倒しているが、このクーデターはカタルーニャがスペインを連邦制に向かわせた試みであるとされる。カタルーニャでの第三次カルリスタ戦争（1872年-1876年）はバスク地方ほどの勢力には至っていない。1873年にスペイン第一共和政が成立すると、エスタニスラオ・フィゲラス、フランセスク・ピ・イ・マルガイというカタルーニャ人が大統領に就任している。第一共和政は約2年間の短命に終わり、1875年にはアルフォンソ12世が即位して王政復古がなされた。

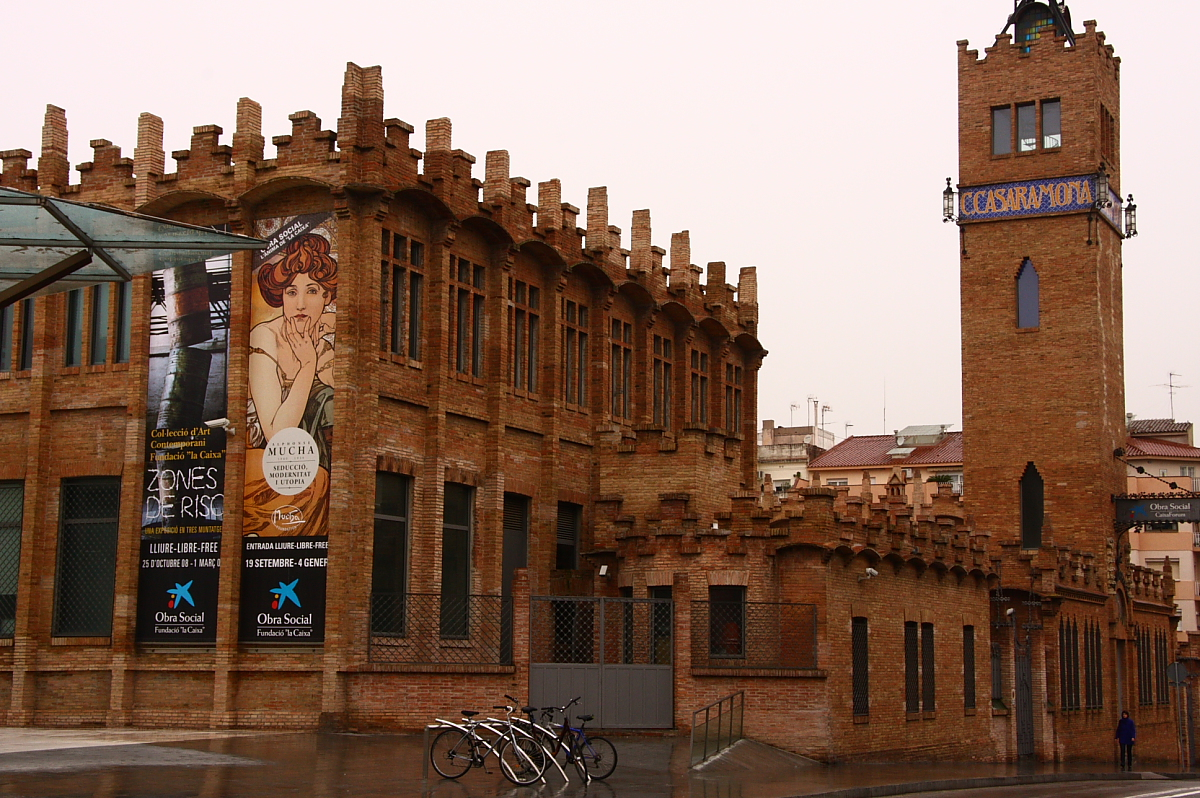
カタルーニャ三大工場建築のひとつ「カザラモーナ工場」（1912年）

19世紀半ばにはブエナベントゥラ・カルロス・アリバウが書いたカタルーニャ語詩『祖国』（1833年）を発端として、カタルーニャ語とカタルーニャ文化の復興運動であるラナシェンサ（ルネサンス）運動が興った。当初は教養人による民俗や文芸の再評価に過ぎなかったものの、やがてカタルーニャ語復権運動に変化し、1871年にはアンジャル・ギマラーによって文芸誌『ラ・ラナシェンサ』が創刊された。19世紀末にはムダルニズマという建築や美術中心の文芸運動が興り、建築の分野ではアントニ・ガウディやリュイス・ドゥメナク・イ・ムンタネーなど、美術の分野ではラモン・カザスやサンティアゴ・ルシニョールなどが活躍した。
王政復古後のスペインでは保守党と自由党という二大政党制が築かれたが、1880年代にはカタルーニャ主義を掲げる勢力が台頭し、1891年設立のカタルーニャ主義連合は中央政府に対してカタルーニャの自治を要求するマンレザ綱領を策定した。アンリク・プラット・ダ・ラ・リバは1901年にリーガ・ラジウナリスタ（地域主義連盟）を結成し、この地方のブルジョワの支持を得た。19世紀末のカタルーニャ地方はスペイン全体の約10%の人口を有していたが、繊維生産の約80%、国内総生産の15%以上を占めており、「スペインの工場」と呼ばれた。鉄鉱石や石炭などの資源を欠くために製鉄業は発展しなかったが、綿工業ではスペインで独走状態にあった。1898年のスペインの米西戦争敗北とキューバの喪失はカタルーニャ経済にも打撃を与えたが、この敗北でカタルーニャ主義は勢いを強めた。

### 20世紀

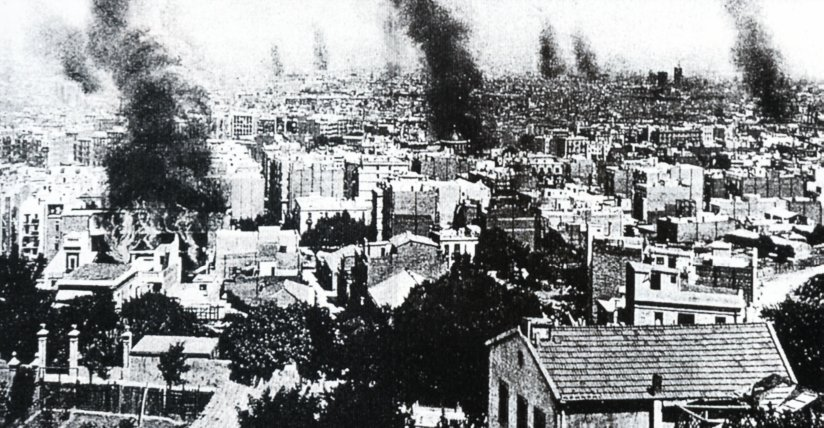
悲劇の一週間で煙を上げるバルセロナの町（1909年）

20世紀前半のバルセロナは人口が100万人を超え、域外出身者比率が34.2%となった結果、住宅・衛生環境・教育などの移民問題が発生した。20世紀初頭には水力発電による電化が進み、第一次世界大戦の戦争特需では金属・化学・セメントなどの産業が発展した。1909年7月末には「悲劇の一週間」と呼ばれる市民暴動・政府軍による弾圧が起こり、113人が死亡して数千人が投獄された。1914年にはカタルーニャの4県による連合体、マンクムニタットが発足した。言語学者のプンペウ・ファブラはカタルーニャ語の文法・正書法・辞書を著してカタルーニャ語の擁護運動に大きく貢献した。1917年にはリュイス・クンパンチなどが主導するカタルーニャ共和党（現・カタルーニャ共和主義左翼:ERC）が設立され、1919年にはフランセスク・マシアがナショナリスト民主連合を組織した。

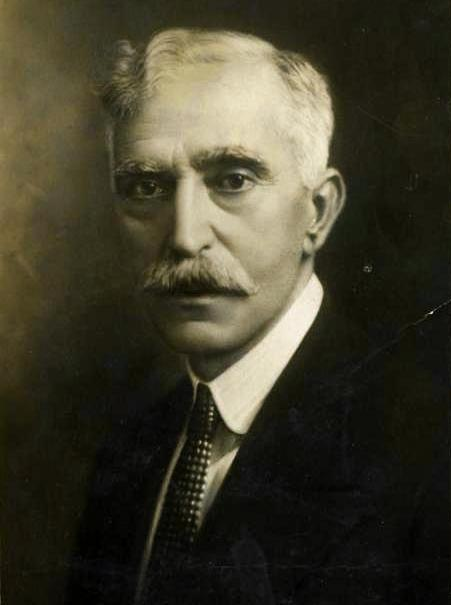
初代ジャナラリタット首相のマシア

1923年にはミゲル・プリモ・デ・リベラ軍事独裁政権が誕生し、公共の場でのカタルーニャ語使用や民俗舞踊であるサルダーナの禁止、民族旗の追放など、カタルーニャに対する弾圧が行われた。マシアらは国際的反響を呼ぶ抵抗運動を行い、7年間の独裁政権を経てカタルーニャ・ナショナリズムは急進化した。1931年にはスペイン第二共和政が成立すると、ジャナラリタット（自治政府）が発足し、1932年9月にはスペイン国会で1932年カタルーニャ自治憲章が承認された。10月には初のカタルーニャ議会選挙が開催され、ERCのマシアが初代カタルーニャ首相に就任した。1934年にはスペイン国会で右派が政権を獲得し、中央政府に反発したクンパンチが逮捕されて自治憲章が無期限停止となった。1936年には再び左派の人民戦線が勝利し、カタルーニャ自治憲章が復活した。
1936年にはバルセロナで人民オリンピックが開催される予定だったが、開会の直前にスペイン内戦が勃発した。1938年3月にはバルセロナが反乱軍による無差別爆撃を受け、4月にはリェイダが占拠された。フランコによってカタルーニャ自治憲章が廃止され、1939年1月26日にはバルセロナが反乱軍の手に陥落した。カタルーニャにおけるスペイン内戦の犠牲者数は7万人以上に上るとされる。カタルーニャでは共和国側の犠牲者が多かった一方で、フランコ体制を支持していた多数の聖職者が反体制派のアナーキストによって殺害されている。

### フランコ体制下(1939-1975)
1939年以後のフランコ体制下のカタルーニャでは、カタルーニャ語とカタルーニャ・アイデンティティの象徴に対して厳しい弾圧がなされた。自治政府や自治憲章が廃止され、首相のクンパンチは銃殺されたほかに、多くの共和国支持者が投獄・処刑された。カタルーニャの伝統的音楽・祭礼・旗、カタルーニャ語の地名や通り名が禁じられ、スペイン継承戦争後にカタルーニャ自治の象徴となったカザノバの像は撤去された。1939年から1953年までのカタルーニャ地方では、クンパンチも含めて3,585人が軍法会議にかけられて銃殺された。
国際的孤立やマーシャル・プランからの除外などが影響して、1940年代のスペイン経済は壊滅的な状況にあった。さらには、フランコはスペイン内戦時に人民戦線の支配下にあったカタルーニャやバスク地方以外の地域での産業振興を行い、1950年前後までのカタルーニャ経済は停滞を余儀なくされた。工業指数が1930年の水準に戻ったのは1951年のことであり、部門別労働者比率でも1930年と1950年は似たような値を示している。
1960年代から1970年代初頭のカタルーニャでは急速な経済成長が起こり、外国資本の投資や観光客が増加した。労働力が農業から工業やサービス業に転換。観光業・関連サービス業・商業・金融業などの第三次産業が発展し、金属・化学・建設などの工業生産指数も伸びた。バルセロナには国策自動車会社セアトの工場が建設され、小型車セアト600は高度成長のシンボルとなった。観光業の発展によって、ヨーロッパ北部からコスタ・ブラバなどに多数の観光客が押し寄せた。
1961年にはノバ・カンソー運動（新しい歌）がカタルーニャ語の復権に先鞭を付け、カタルーニャ語教育への関心も高まった。1967年には文化支援団体オムニウム・クルトゥラルが設立され、カタルーニャ語講座や文学コンクールの主催、民間教育機関の設立などを行った。1971年には反フランコ派が結集してカタルーニャ会議が結成された。

## カタルーニャ自治州

### 自治州発足(1975-)
1975年にフランコが死去すると、アドルフォ・スアレス内閣の下でスペインの民主化が進められた。1977年6月には1936年以来初となる民主的総選挙（1977年スペイン議会総選挙）が行われ、カタルーニャでは左派政党が約5割、カタルーニャ民族主義政党が3/4の得票を得た。スアレス首相はジャナラリタット（自治政府）の復活を優先し、1977年10月にはタラデーリャスが政党の枠組みを超えたジャナラリタットを組織した。スアレス首相の下で地域主義を容認するスペイン1978年憲法が制定され、1979年カタルーニャ自治憲章が制定されてカタルーニャ自治州が発足した。1977年9月11日のカタルーニャ国民の日には参加者数が100万人を超えるデモが行われている。
1973年には経済の急成長が頭打ちとなり、1979年の第二次石油危機では繊維・金属・電化製品・建設の各業界が打撃を受け、1982年にはカタルーニャ銀行が倒産した。1979年の失業率は8.9%だったが、1985年には22.8%にまで上昇し、スペイン平均を上回る高い数字を示した。世界経済の復調に合わせて、1985年頃からはカタルーニャ経済も回復。1986年にはスペインがヨーロッパ共同体(EC)に加盟し、経済基盤の整っているカタルーニャ州に進出した外国企業はスペイン全体の1/3を占めた。1992年にはスペイン初の夏季オリンピックとしてバルセロナオリンピックが開催され、カタルーニャのイメージを世界に広める役割を果たしている。1990年代には経済面で外国籍企業への依存が進み、国内移民に代わってEU外からの移民が増加した。

### 独立運動(2006-)

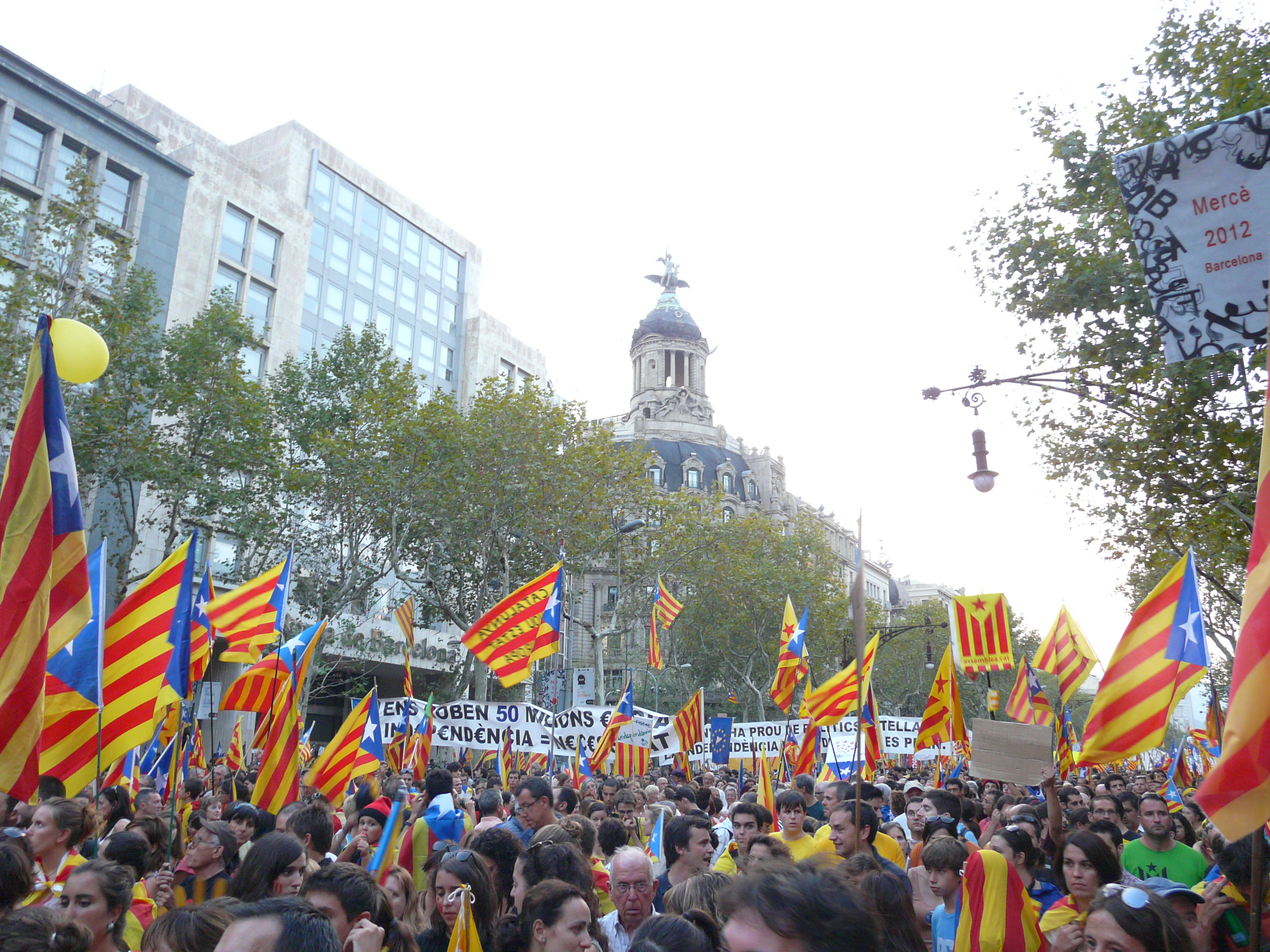
独立デモで振られる独立旗のアスタラーダ

#### 独立志向の高まり
2003年には23年ぶりにCiUが政権党から外れ、州首相となったPSCのパスクアル・マラガイは自治憲章の改正に着手。2006年には民族としての独立性、カタルーニャ語をスペイン語に優先して公用語として使用すること、財政・司法・域内行政など自治権の拡大を謳った新たな2006年カタルーニャ自治憲章が制定された。
しかし、スペインの二大政党のひとつで右派の国民党はこの自治憲章が違憲であるとしてスペイン憲法裁判所に提訴し、2010年6月28日には民族性や独立性の部分が違憲であるとする判決が下された。また、スペインは財政力の弱い地域を支援する税制を採用しており、財政力が強いカタルーニャ州は特に再配分比率が低い地域であるため、カタルーニャ州住民はソブリン危機に端を発するスペイン経済危機の状況下で不満を募らせていた。カタルーニャ州内の税金の90%は国庫に納められてから再配分されるが、州内から拠出された額よりも州内に投資された額が少ない「財政赤字」が問題となっている。カタルーニャ州は毎年約8%の「財政赤字」を抱えており、これは国際的にも異例なほど高い数字であるとされる。バルセロナ大学経済学部長のアリゼンダ・パルジーアはカタルーニャの状況を「スウェーデン並みの税金を払いながら、スペイン平均以下の社会サービス」と語り、そのような状況にもかかわらずエゴイスティックであると批判されることに抗議している。
カタルーニャ・ナショナリズムの機運が高まったのは、自治憲章の違憲判決と税制の不公平感という2点が理由である。独立支持派がはっきりと増加するのは、この2010年半ばのことである。1990年代のカタルーニャ独立支持派は3割程度だったが、2010年代には5割を超えるほどになった。2014年10月に世論研究センター(CEO)が「ここ数年で独立主義者になった」カタルーニャ住民に対して理由を問うた調査では、第1位が「中央政府のカタルーニャに対する言動」(42%)であり、第2位の「経済問題/税の配分問題」(13.4％)を大きく引き離している。

#### 大規模街頭デモ

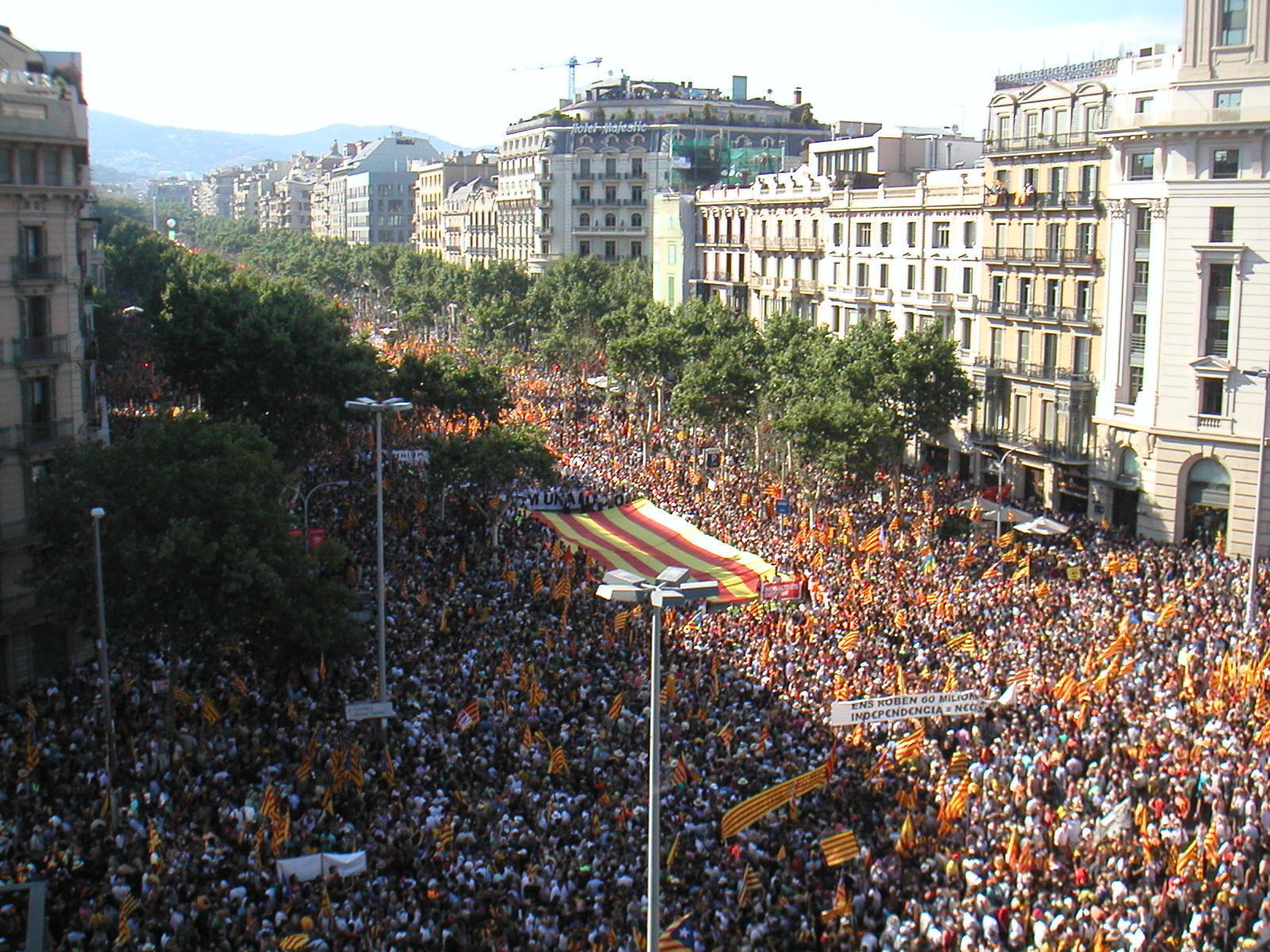
独立運動の起点となった2010年の大規模街頭デモ

2010年7月10日にはオムニウム・クルトゥラルが「私たちはネーションだ、決めるのは私たちだ」をスローガンとする大規模デモ「2010年カタルーニャ自治抗議」を主催し、1977年のデモをしのぐ110万人が参加した。2011年11月にはスペイン政府に中央集権志向が強い国民党政権（ラホイ政権）が誕生し、2012年後半には独立支持派が飛躍的に増加。2012年9月11日のカタルーニャ国民の日には、「カタルーニャ、新しいヨーロッパ国家」をスローガンとして150万人が参加した大規模なデモが行われた。カタルーニャ州の人口の20%にも相当する人々がバルセロナ中心部に集まり、いくつもの大通りが独立旗を掲げる人々で埋まった。このデモは世界的にみて近年初の大規模民族主義デモであり、その規模の大きさが世界中でニュースとなった。この大規模デモから2か月後の11月25日に行われたカタルーニャ州議会選挙では、独立賛成派の4政党が計87議席と、全体の約3分の2の議席を獲得した。2013年のカタルーニャ国民の日には「バルトの道」（人間の鎖）に類する「カタルーニャ独立への道」が組織され、約160万人のカタルーニャ市民がカタルーニャ旗を掲げながら、平和的に400キロメートルに渡って手を繋ぎ合った。1714年から300年の節目の年である2014年のカタルーニャ国民の日には、180万人がバルセロナの2本の通りに並び、黄地に赤縞のサニェーラ色の「V」の人文字を作る大規模デモ「カタルーニャの道2014」が行われ。2015年のカタルーニャ国民の日にも約180万人が参加したデモが行われ、「カタルーニャ共和国」の成立を目指して国外からも著名人が招待された。

#### 独立プロセスの進行
2014年11月9日に実施されたカタルーニャ州独立を問う住民投票では、「カタルーニャ州は国家であるべきであり、独立を望む」とする声が80.76%に達した。2015年カタルーニャ自治州議会選挙では、独立賛成派の総得票率は47.7%と過半数に達しなかったものの、議席数では過半数の135議席中72議席を獲得し、州議会選挙から約2か月後には州議会がカタルーニャ独立手続き開始宣言を採択した。2016年1月にはジュンツ・パル・シのカルラス・プッチダモンがマスの後任の州首相に就任し、18か月で「カタルーニャ共和国」を建国する見通しを示した。